# 金在德
金在德（韓語：김재덕，1979年8月7日—），韓國男歌手，1997年以六人男子團體水晶男孩出道，擔任隊中的領舞、Rapper。團體解散後的十餘年間，與前成員張水院組成J-Walk進行活動。2016年4月，水晶男孩全體成員透過MBC綜藝節目《無限挑戰》企劃特輯《星期六星期六是歌手2－水晶男孩特輯》再度獲得注目，從而以團體形式重啟活動。5月11日發表官方聲明，水晶男孩除目前身為事業家的高志溶外，其餘五人以團體名義與YG娛樂簽約，正式展開活動。

## 經歷

### 早期生涯（1997之前）
出生於釜山廣域市，家庭成員包含父母及妹妹。初三那年透過小學同學結識擅長舞蹈的李宰鎮，並加入對方的舞蹈團隊"Quicksilver"，與一群同好天天聚在一起練舞並自己編舞，隨後漸漸闖出名號，常受邀在活動與慶典上表演，同時也常在各項舞蹈競賽中贏得冠軍，因而成為釜山當地名人，聲名遠播，甚至吸引了徐太志和孩子們前成員—舞蹈專家李朱諾的注意，邀請他們到他位於首爾的公司會面。時值五人男子團體H.O.T在韓國大獲成功，DSP媒體公司社長李浩然先生正準備籌組多人團體與之對抗，透過李朱諾引薦，觀看了"Quicksilver"的練習，從而相中外貌與舞蹈實力兼具的金在德和李宰鎮，讓二人與既定的成員殷志源、姜成勳、張水院，以及最後入隊的高志溶，六人共同組成水晶男孩，於1997年4月15日正式出道。

### 水晶男孩時期（1997－2000）
水晶男孩出道後旋即獲得極大反響，成為H.O.T.最大對手，兩團在當時並稱為90年代後期韓國歌壇兩大山脈。2000年5月20日於夢想演唱會演出後解散。

### J-Walk時期到服役為止（2002－2008）
水晶男孩解散後，2002年3月金在德與昔日隊友張水院攜手組成二人團體J-Walk繼續活動，在事前普遍不被看好的劣勢下，首張專輯《Suddenly》意外獲得一片好評，專業評論與市場反應雙雙告捷。隨後在10月份打鐵趁熱推出正規二輯《Someday》，同樣受到喜愛。
2004年到2005年，J-Walk二位成員曾與Click-B當時四名成員合組六人團體JNC進行活動。
2007年10月，金在德再度與張水院攜手合作，推出J-Walk首張迷你專輯《여우비》。2008年6月，在J-Walk第三張正規專輯《My Love》發行前不久，金在德接獲徵召令決定入伍，由張水院獨自進行專輯的宣傳。隨後2009年底張水院入伍，J-walk團體行程暫時中止。

### 服役及退伍後（2008－2015）
金在德於2008年6月4日入伍，起初在野戰部隊服役，後期在首爾龍山區國防部宣傳志願隊做為演藝士兵活動，2010年4月21日退伍。服役期間與多位藝人共事並結為好友，諸如H.O.T.成員Tony An（安勝浩）、神話成員Andy、歌手PSY、Gaeko、演員李棟旭、綜藝人Boom、梁世炯...等人，其中尤與軍中直屬學弟、歌壇前輩Tony分外投緣，兩人退伍後更成為室友，Tony也邀請金在德到他創設的娛樂公司TN Nation Entertainment擔任理事一職，負責訓練公司歌手。曾經身處敵對組合的兩人，如今不論於公於私都是相互扶持的好夥伴，在樂壇蔚為佳話。
在金在德和張水院相繼服役期間，J-Walk有長達五年僅推出OST和數位單曲，先行退役的金在德則大量出演綜藝，直到2013年二人才再度重聚，發行迷你專輯《Love...Painfully》。截至2015年止，J-Walk共發行3張正規專輯、2張迷你專輯，以及多首數位單曲與OST。

### 水晶男孩重組（2016年－至今）
2016年，MBC綜藝節目《無限挑戰》企劃特輯《星期六星期六是歌手（六六歌）》第二季以水晶男孩為特輯主題，不僅節目中的游擊演唱會大為成功，播出後亦獲得巨大迴響，多首名曲重回音源榜，成員們的凍齡外貌與更上一層樓的專業實力更是深受好評，也讓水晶男孩順利重返韓國樂壇。5月11日發表官方聲明，除目前身為事業家的高志溶外，其餘五人以團體名義與YG娛樂簽約，正式展開活動。
金在德本人也隨之迎來個人第二個全盛期，綜藝和活動邀約不斷（詳見下方"媒體作品"欄目），目前除了與Tony二人固定主持美食節目《尋找美食店的男人》外，也在舞蹈競技節目《Hit the Stage》中擔任藝人評審團一員。
9月10日、11日兩天在首爾奧林匹克公園體操比賽場，水晶男孩舉辦睽違16年的大型演唱會《Yellow Note》，動員人數逾兩萬。

## 音樂作品

### J-Walk專輯
| 1. Suddenly, 2002.03.23 2. Someday, 2002.10.15 3. My Love, 2008.06.09 1. J-Walk 2007 Mini Album, 2007 2. Love...Painfully, 2013 1. 俏皮機長 OST , 2012 (Opposite-Single) | 1. 안타까워 (Shame), 2008 2. 사랑한다 외쳐요 (Shout Out Love), 2009 3. Get On The Floor, 2011 (under the name "J-Walk Kim Jae Duc") 4. 프라프치노 (Frappuccino), 2013 5. 첫눈오는 날 (First Snow), 2013 6. 무슨말이 필요해 (What More Can I Say), 2014 (with Jui (주이)) 7. 비나이다 (I Beg You), 2014 |

### JNC專輯
正規專輯
- 《The New History Begins》[2004-10-6]

M/V
- JNC - But

### 創作作品
韓國音樂著作權協會之登記編號：김재덕（W0376100），9首。
| 歌手         | 歌名                         | 填詞 | 作曲   | 備註       |
| 水晶男孩     | 더라스트타임 (The Last Time) |      |        |            |
| 水晶男孩     | A+                           |      |        |            |
| 姜成勳       | 지난1년동안은                |      |        | 張水院作曲 |
| J-Walk       | 니가 그립지 않다는 거짓말로  |      |        |            |
| J-Walk       | 나의 첫사랑이자 마지막 사랑  |      |        |            |
| JnC          | 하루가지나고                 |      |        | 主打曲     |
| J-Walk       | 추억안녕                     |      |        |            |
| J-Walk       | 가슴속                       |      | [ 26 ] |            |
| J-Walk、주이 | 무슨말이필요해               |      |        |            |

### 華語翻唱
J-Walk第一張專輯收錄曲《Suddenly》被華語歌手張智成翻唱為《明知故問》。

## 媒體作品

### 固定綜藝
| 播出日期                 | 頻道                              | 節目名稱                                      | 備註                                    |
| 2012年11月12日－11月19日 | KBS2                              | 《五感滿足 — 世界真美味》                     | E30－E34 新喀里多尼亞篇                 |
| 2013年1月14日－1月18日   | KBS2                              | 《五感滿足 — 世界真美味》                     | E74－E78 澳洲篇                         |
| 2013年3月11日－3月15日   | KBS2                              | 《五感滿足 — 世界真美味》                     | E113－E117 馬來西亞篇                   |
| 2013年4月10日            | KBS2                              | 《五感滿足 — 世界真美味》                     | E135 綜合篇                             |
| 2013年4月29日－5月3日    | KBS2                              | 《五感滿足 — 世界真美味》                     | E148－E152 塞席爾篇                     |
| 2016年3月14日－8月1日    | On Style                          | 《Tony An的魅力TV》                           | E02－E04、E06、E10－E11、E17、E20、E22  |
| 2016年7月1日－10月7日    | 東亞TV                            | 《介紹美食店的男人》                          | E01－E13                                |
| 2017年9月1日－9月29日    | KT Olleh TV                       | 《水晶男孩 無本質青春旅行——濟州島篇》         | E01－E07 + 未公開片段，水晶男孩全體出演 |
| 2017年12月13日－12月27日 | KT Olleh TV                       | 《水晶男孩 無本質青春旅行 SEASON 2》          | E01－E07，水晶男孩全體出演              |
| 2018年9月4日－10月4日    | KT Olleh TV                       | 《G-WALK（殷志源 X J-WALK）的心動NICE SHOT!》 | E01－E10，與殷志源、張水院              |
| 2019年4月15日－5月16日   | KT Olleh TV                       | 《水晶男孩，在峇里島的大小事》                | E01－E10，水晶男孩全體出演              |
| 2020年1月31日－2月21日   | YouTube上的SECHSKIES頻道          | 《SECHSKIES FOR YOU》                         | E01－E04，水晶男孩全體出演              |
| 2020年4月15日－4月30日   | Seezn                             | 《SECHKY娛樂館》                              | E01－E06，水晶男孩全體出演              |
| 2020年5月15日－7月24日   | tvN、YouTube上的Channel十五夜頻道 | 《三時四餐》                                  | E00－E10，水晶男孩全體出演              |
| 2021年1月22日－2月19日   | tvN、YouTube上的Channel十五夜頻道 | 《不要回頭看》                                | E01－E04，水晶男孩全體出演              |
| 2021年4月24日－5月29日   | Seezn                             | 《尋找SECH KEY吧》                            | E01－E06，水晶男孩全體出演              |

### 其他綜藝
| 播出日期                 | 頻道 | 節目名稱                          | 備註              |
| 2001年6月2日－7月28日    | MBC  | 《同居同落》                      | 金在德            |
| 2001年8月25日－9月8日    | MBC  | 《同居同落》                      | 金在德            |
| 2002年4月14日－5月11日   | MBC  | 《同居同落》                      | J-Walk            |
| 2002年4月25日            | KBS  | 《Happy Together》                |                   |
| 2002年5月18日            | MBC  | 《明星情侣最强战》                | J-Walk            |
| 2002年7月5日             | KBS2 | 《明星集賢殿》                    | J-Walk            |
| 2002年10月17日           | Mnet | 《비키의 막강생밤》               | J-Walk            |
| 2002年11月15日           | KBS2 | 《明星集賢殿》                    | J-Walk            |
| 2002年12月11日           | KBS  | 《야(夜)! 한밤에》                | J-Walk            |
| 2002年12月24日           | Mnet | 《비키의 막강생밤》               | J-Walk            |
| 2002年12月27日           | KBS2 | 《明星集賢殿》                    | MVP特輯           |
| 2003年3月7日             | KBS2 | 《明星集賢殿》                    | J-Walk            |
| 2003年5月16日            | KBS2 | 《明星集賢殿》                    | 與李宰鎮          |
| 2003年11月30日           | SBS  | 《TV獎學金》                      | E4                |
| 2003年12月14日           | SBS  | 《TV獎學金》                      | E6                |
| 2004年11月10日－11月17日 | SBS  | 《万元的幸福》                    | J-Walk            |
| 2004年12月11日－12月25日 | SBS  | 《所罗门的选择》                  | E123、E125        |
| 2005年5月7日             | MBC  | 《无限挑战》                      | 无谋挑战          |
| 2007年9月15日            | SBS  | 《Star King》                     | E34               |
| 2007年10月10日           | ETN  | 《뻔FUN한 E-세상 :추적e니셜13분》 | J-Walk            |
| 2007年11月3日            | MBC  | 《明星金钟》                      | 與殷志源、張水院  |
| 2007年11月16日           | Mnet | 《STAR WATCH 24》                 | J-Walk            |
| 2007年11月19日           | SBS  | 《所罗门的选择》                  | E268，J-Walk      |
| 2007年11月23日           | Mnet | 《追蹤!X-boy friend》             | 與殷志源、張水院  |
| 2007年11月26日           | KBS2 | 《经济维他命》                    | J-Walk，出场2分钟 |
| 2007年11月30日           | KBS2 | 《尹道賢的情書》                  | 與殷志源、張水院  |
| 2007年11月30日           | Mnet | 《追蹤!X-boy friend》             | J-Walk            |
| 2007年12月23日           | MBC  | 《Cook and talk》                 | 與殷志源、張水院  |
| 2007年12月23日－12月29日 | SBS  | 《挑战千曲》                      | J-Walk            |
| 2008年2月3日             | KBS2 | 《頭腦王愛因斯坦》                | E13               |
| 2008年2月17日            | SBS  | 《挑战千曲》                      | J-Walk            |
| 2008年5月3日             | MBC  | 《明星金钟》                      | J-Walk            |
| 2010年11月18日           | KBS2 | 《Happy Together 3》              |                   |
| 2010年12月2日            | MBC  | 《愛情追擊者》                    | 守護天使          |

| 播出日期                 | 頻道      | 節目名稱                  | 備註                        |
| 2011年1月8日             | E Channel | 《卓在勋的POKER FACE》    |                             |
| 2011年3月21日            | KBS2      | 《大國民脫口秀-你好》     | E16                         |
| 2012年2月27日－3月1日    | KBS2      | 《Tony 安的明星生活剧场》 | E1、E3、E4                  |
| 2012年5月22日            | MBC       | 《Olive show》            |                             |
| 2012年9月15日            | Story on  | 《李丞涓與100名的女子》   | E87                         |
| 2012年10月21日           | Channel A | 《現在去見面吧》          | E47                         |
| 2012年11月18日           | Channel A | 《現在去見面吧》          | E51                         |
| 2012年12月7日            | JTBC      | 《Story Seller》          | E5                          |
| 2012年12月9日            | Channel A | 《現在去見面吧》          | E53                         |
| 2013年3月6日－3月13日    | MBC       | 《黃金漁場 Radio Star》   | E308－E309                  |
| 2013年6月4日－6月11日    | QTV       | 《20世紀未少年》          | E08－E09，與殷志源、張水院  |
| 2013年6月23日－6月30日   | MBC       | 《blind test 180°》       |                             |
| 2013年8月27日－9月3日    | QTV       | 《20世紀未少年》          | E14－E15，與殷志源          |
| 2013年9月18日            | MBC       | 《Mr.生活王》             | 試播                        |
| 2013年10月20日           | SBS       | 《挑戰千曲》              | J-Walk                      |
| 2013年11月17日－11月24日 | KBS2      | 《出發夢之隊2》           | J-Walk                      |
| 2013年11月27日           | KBS       | 《維他命》                | J-Walk                      |
| 2013年11月30日           | MBC       | 《2013 코이카의 꿈》      | 菲律賓篇                    |
| 2013年12月20日           | QTV       | 《未少年通信-殷熙商談所》 | 與殷志源、張水院            |
| 2013年12月21日           | JTBC      | 《隱藏歌手》              | 第二季E11 紫雨林篇，J-Walk  |
| 2014年1月4日             | KBS W     | 《預言家》                | J-Walk                      |
| 2014年1月7日             | KBS W     | 《收視率帝王》            | J-Walk                      |
| 2014年1月7日－1月14日    | Mnet      | 《The Beatles Code》      | J-Walk                      |
| 2014年4月6日             | KBS       | 《강연 100℃》             | E88                         |
| 2014年8月9日             | On Style  | 《W.I.S.H》               | 與殷志源、張水院            |
| 2014年10月11日           | KBS W     | 《收視率帝王》            | J-Walk                      |
| 2014年11月8日            | MBC       | 《無限挑戰》              | E403 六六歌第一季，與張水院 |
| 2015年1月27日            | tvN       | 《現場脫口秀 Taxi》       | E365，與姜成勳、張水院      |
| 2015年3月25日            | MBC       | 《黃金漁場 Radio Star》   | E419 單飛的孤雁             |
| 2015年8月15日            | SBS       | 《Star King》             | E425，與張水院              |
| 2015年9月19日            | JTBC      | 《BOX》                   | E3                          |
| 2015年                   | KBS Joy   | 《一餐的品格》            |                             |

| 播出日期                 | 頻道                             | 節目名稱                                                                                           | 備註                                                                      |
| 2016年4月16日－4月30日   | MBC                              | 《無限挑戰》                                                                                       | E476－478 六六歌第二季 水晶男孩特輯，水晶男孩全體出演                     |
| 2016年5月27日            | Channel A                        | 《給狗糧的男人》                                                                                   | E24                                                                       |
| 2016年6月1日             | MBC                              | 《黃金漁場 Radio Star》                                                                            | E480 水晶男孩特輯，水晶男孩全體出演                                       |
| 2016年6月10日            | KBS2                             | 《柳喜烈的寫生簿》                                                                                 | E323，水晶男孩全體出演                                                    |
| 2016年6月12日            | XTM                              | 《The BUNKER》                                                                                     | E11                                                                       |
| 2016年6月12日－6月19日   | SBS                              | 《Fantastic Duo》                                                                                  | E09－E10 回來的哥哥特輯，與殷志源、李宰鎮、金在德                         |
| 2016年6月13日            | JTBC                             | 《非首腦會談》                                                                                     | E102                                                                      |
| 2016年6月15日            | tvN                              | 《周三美食匯》                                                                                     | E70                                                                       |
| 2016年6月23日            | On Style                         | 《明星義賣》                                                                                       | E14                                                                       |
| 2016年6月29日            | On Style                         | 《Get It Beauty》                                                                                  | E22                                                                       |
| 2016年6月30日            | KBS                              | 《Happy Together 3》                                                                               | E455                                                                      |
| 2016年7月9日             | KBS                              | 《戰鬥旅行》                                                                                       | E13                                                                       |
| 2016年8月15日            | O'live                           | 《今天吃什麼》                                                                                     | E179                                                                      |
| 2016年8月24日－9月14日   | Mnet                             | 《Hit The Stage》                                                                                  | E05－E08（擔任藝人評審）                                                  |
| 2016年9月19日            | KBS                              | 《演藝家中介》                                                                                     | E1639，水晶男孩全體出演                                                   |
| 2016年9月23日－8月27日   | SBS                              | 《我家的熊孩子》                                                                                   | E04、E06、E09、E11、E24、E26－E28、E30、E33、E37、E39、E41、E43、E49、E51 |
| 2016年10月29日           | On Style                         | 《Laundry Day》                                                                                    | E02                                                                       |
| 2016年11月20日           | SBS                              | 《Running Man》                                                                                    | E326，水晶男孩全體出演                                                    |
| 2016年11月30日           | MBC                              | 《黃金漁場 Radio Star》                                                                            | E503，水晶男孩全體出演                                                    |
| 2016年12月7日－12月14日  | MBC every1                       | 《Weekly Idol》                                                                                    | E280－E281，水晶男孩全體出演                                              |
| 2017年1月4日－1月11日    | tvN                              | 《我所剩下的48小時》                                                                               | E06－E07，與張水院                                                        |
| 2017年5月14日            | MBC                              | 《Section TV 演藝通信》                                                                            | E878，水晶男孩全體出演                                                    |
| 2017年5月25日－6月1日    | tvN                              | 《人生酒館》                                                                                       | E21－E22，水晶男孩全體出演                                                |
| 2017年5月28日            | Daum tvPot                       | 《My Little Television》                                                                           | E50（網路直播），水晶男孩全體出演                                         |
| 2017年6月3日－6月10日    | MBC                              | 《My Little Television》                                                                           | E100－E101（節目播出），水晶男孩全體出演                                  |
| 2017年6月10日            | MBC                              | 《哥哥的想法》                                                                                     | E04，水晶男孩全體出演                                                     |
| 2017年7月14日            | tbs                              | 《TV書店 書聲》                                                                                    | E32 Relaybook                                                             |
| 2017年8月16日－9月6日    | OLIVE、tvN                       | 《吃貨48小時》                                                                                     | E27－E30，與李宰鎮、張水院                                                |
| 2017年9月2日             | MBC                              | 《無限挑戰》                                                                                       | E545，與殷志源                                                            |
| 2017年10月7日            | MTV Japan                        | 《YG Family Video & Live Special》                                                                 | E01，水晶男孩全體出演                                                     |
| 2017年10月17日           | 搜狐視頻                         | 《搜狐視頻娛樂播報》                                                                               | 《女團舞撒嬌卡通自拍 沒錯！是你認識的水晶男孩》，水晶男孩全體出演         |
| 2017年10月23日－10月30日 | JTBC                             | 《拜託了冰箱》                                                                                     | E152－E153                                                                |
| 2017年11月3日            | 愛奇藝                           | 《娛樂大事件》                                                                                     | 《獨家專訪水晶男孩:成員爆笑互懟 黑歷史大公開》，水晶男孩全體出演          |
| 2017年12月10日           | MBC                              | 《Section TV 演藝通信》                                                                            | E899，水晶男孩全體出演                                                    |
| 2017年12月16日           | JTBC                             | 《認識的哥哥》                                                                                     | E106，水晶男孩全體出演                                                    |
| 2017年12月31日           | SBS                              | 《Running Man》                                                                                    | E383，水晶男孩全體出演                                                    |
| 2018年8月9日             | MBN                              | 《Cart Show 2》                                                                                    | E15，與張水院                                                             |
| 2018年10月1日－10月10日  | YouTube上的YG KRUNK頻道          | 《［KRUNK INSIDE］w/ 水晶男孩張水院、金在德 （页面存档备份，存于）》                               | E01－E02，與張水院                                                        |
| 2018年10月6日            | GS SHOP LIVE                     | 《SHOW ME THE TREND》                                                                              | 與殷志源、張水院                                                          |
| 2019年5月22日            | YouTube上的SMCCCLAB頻道          | 《TL:Talk Live （页面存档备份，存于）》                                                            | E01，與張水院                                                             |
| 2019年8月20日            | MBC every1                       | 《Video Star》                                                                                     | E158 動搖的友情！商業至親特輯，與張水院                                   |
| 2020年1月30日            | KBS2                             | 《Happy Together 4》                                                                               | E68 只是工作的關係，水晶男孩全體出演                                      |
| 2020年1月31日            | Kakao TV                         | 《Ok-Hee's Interview》                                                                             | E07 水晶男孩篇，水晶男孩全體出演                                          |
| 2020年2月1日             | KBS2                             | 《柳喜烈的寫生簿》                                                                                 | E477，水晶男孩全體出演                                                    |
| 2020年2月7日             | YouTube上的Piki Pictures頻道     | 《媽媽睡著後》                                                                                     | E58，水晶男孩全體出演                                                     |
| 2020年2月11日            | JTBC                             | 《Idol Room》                                                                                      | E87，水晶男孩全體出演                                                     |
| 2020年2月15日－2月22日   | MBC                              | 《全知干預視角》                                                                                   | E91－E92，水晶男孩全體出演                                                |
| 2020年3月25日            | MBC every1                       | 《大韓外國人》                                                                                     | E76 請回答1997特輯                                                        |
| 2020年7月23日            | YouTube上的G-ZONE 遊戲殷志源頻道 | 《讓遊戲自負心兄弟也合作的「風之王國：燕」 挑戰RAID！啊...沒有去商店呢... （页面存档备份，存于）》 | E10                                                                       |

| 播出日期      | 頻道 | 節目名稱           | 備註                            |
| 2021年2月12日 | KBS2 | 《柳喜烈的寫生簿》 | E527 春節特輯，水晶男孩全體出演 |

### 廣播電台
| 播出日期       | 頻道         | 節目名稱                       |
| 2004年7月20日  | MBC標準FM    | 《崔貞元的感性時代》           |
| 2007年11月22日 | KBS Happy FM | 《FM 人氣歌謠》                |
| 2007年12月1日  | MBC標準FM    | 《金申英的深深打破》           |
| 2007年12月21日 | MBC標準FM    | 《朴貞雅的星夜》               |
| 2007年12月23日 | SBS Power FM | 《Fun fun today》              |
| 2013年8月21日  | SBS Power FM | 《Tony An的old school》        |
| 2013年9月8日   | SBS Power FM | 《丁善熙今天這樣的夜晚》       |
| 2013年12月11日 | SBS Power FM | 《丁善熙今天這樣的夜晚》       |
| 2013年12月15日 | SBS Power FM | 《K.Will的Young street》       |
| 2016年5月25日  | SBS Love FM  | 《尹亨賓楊世亨的Two Men Show》 |
| 2016年5月30日  | KBS第2FM     | 《趙胤熙的提高音量》           |
| 2017年7月9日   | KBS Cool FM  | 《李秀芝的歌謠廣場》           |
| 2017年8月26日  | CROSS FM     | 《K-story》                    |
| 2017年9月1日   | InterFM      | 《Refill Korea!》              |
| 2017年9月27日  | SBS Power FM | 《崔化精的Power Time》         |
| 2017年10月12日 | SBS Power FM | 《李菊主的Young Street》       |
| 2020年1月28日  | NAVER NOW    | 《5時55分》                    |
| 2020年2月3日   | SBS Power FM | 《兩點逃脫 Cultwo Show》       |
| 2020年2月3日   | MBC標準FM    | 《燦多的閃耀星夜》             |
| 2020年2月5日   | KBS Cool FM  | 《姜漢娜的提高音量》           |
| 2020年2月6日   | KBS Cool FM  | 《文熙俊的Music Show》         |
| 2020年2月6日   | MBC標準FM    | 《IDOL RADIO》                 |
| 2020年2月10日  | MBC FM4U     | 《正午的希望曲金信英》         |
| 2020年2月14日  | KBS Cool FM  | 《鄭恩地的歌謠廣場》           |
| 2020年2月17日  | MBC FM4U     | 《Good Morning FM張聖圭》      |
| 2020年2月27日  | SBS Power FM | 《Boom Boom Power》            |
| 2021年2月10日  | MBC標準FM    | 《金伊娜的閃耀星夜》           |

### 電視劇
| 首播時間      | 放送臺 | 電視劇名稱              | 角色                 |
| 2005年5月28日 | MBC    | 《Non-Stop 3》          | 金在德（客串，E478） |
| 2006年        | SBS    | 《反轉劇－503室的病人》 | 醫生（客串，E95）    |
| 2013年9月13日 | KBS2   | 《愛情與戰爭》          | 客串，E86            |

### 電影
| 上映時間      | 電影名稱      | 角色 | 性質   |
| 1998年7月17日 | 《Seventeen》 | 鐘秀 | 男配角 |

### 音樂劇
| 演出時間              | 劇名             | 角色 |
| 1998年4月25日－5月5日 | 阿里巴巴與40大盜 |      |

## 演唱會與其它演出

### 水晶男孩演唱會
請參考水晶男孩頁面

### J-Walk演唱會
- 小型live演唱會 [74]

| 日期           | 地點       | 備註                             |
| 2007年10月15日 | 首爾大學路 | 特別嘉賓：殷志源、姜成勳、李宰鎮 |

### 其他演唱會
| 日期           | 名稱         | 地點               | 備註                     |
| 2013年12月11日 | DSP Festival | 首爾蠶室綜合體育館 | 共同出席：殷志源、張水院 |

### 其他活動
| 日期         | 名稱                | 地點     |
| 2016年6月9日 | 第13屆Campus Attack | 慶熙大學 |

## 其他
- 2002年 - SBS歌謠大戰 人氣獎（與姜成勳共同獲獎）

## 外部連結
- 金在德的Instagram帳戶
- 金在德的Facebook專頁
- 水晶男孩官方的Facebook專頁
- TN Nation Entertainment （页面存档备份，存于）